# Eyprepocnemis aberrans
Eyprepocnemis aberrans is een rechtvleugelig insect uit de familie veldsprinkhanen (Acrididae). De wetenschappelijke naam van deze soort is voor het eerst geldig gepubliceerd in 1957 door Willemse.